# Montán
Montán település Spanyolországban, Castellón tartományban. Montán Caudiel, Cirat, Fuente la Reina, Higueras, Montanejos és Torralba del Pinar községekkel határos. Lakosainak száma 421 fő (2024).

## Népesség
A település népessége az elmúlt években az alábbi módon változott:
| Lakosok száma | 339  | 330  | 380  | 431  | 425  | 403  | 383  | 370  | 365  | 421  |
|               | 2001 | 2004 | 2006 | 2009 | 2011 | 2014 | 2016 | 2019 | 2021 | 2024 |